# Asparagus botswanicus
Asparagus botswanicus är en sparrisväxtart som beskrevs av Sebsebe Demissew. Asparagus botswanicus ingår i släktet sparrisar, och familjen sparrisväxter. Inga underarter finns listade i Catalogue of Life.